# Trinquet (pelote valencienne)

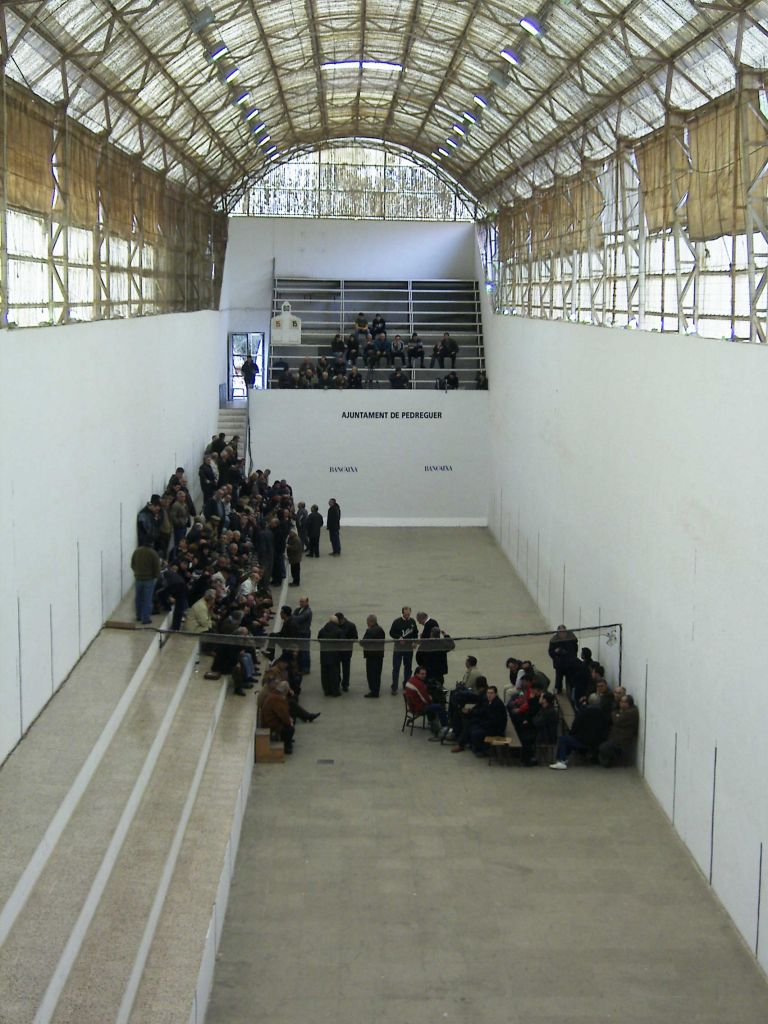
Trinquet prêt pour une partie d'Escala i corda

Le trinquet, est une aire de jeu destinée à la pratique de la pelote valencienne. On le trouve dans la Communauté valencienne où il est utilisé pour les deux modalités de ce jeu : l'Escala i corda et le Raspall.

## L'aire de jeu
Les trinquets sont des aires de jeu fermées dont la largeur varie entre 8,5 et 11 mètres et la longueur entre 45 et 60 mètres.
Les murs du fond sont appelés  "frontons", et les murs latéraux, dont la hauteur est comprise entre 4 et 6 mètres,  "muralles". La pelote peut y rebondir autant de fois que l'on veut. Au-dessus des frontons on dispose en général des places pour les spectateurs qu'on nomme "galleries". On en trouve aussi parfois au-dessus des muralles.
Des gradins ("escales" en Valencien) peuvent être placés le long de certains muralles. Les spectateurs peuvent alors s’asseoir dessus à leurs risques et périls. La pelote peut être envoyée dans tous les coins et peut même rebondir sur les spectateurs. Cela cause parfois des rebonds rapides et inattendus.
La piste de jeu est divisée en deux parties : le "dau" et le "rest".
Dans les coins du  "dau" du fronton et des gradins il y a un marquage au sol que l’on appelle le dau (les « dés » en valencien). C’est l’endroit où commencent les quinze.
Dans les coins du "dau", du fronton et des muralla les spectateurs audacieux peuvent s’installer dans le llotgeta (« petit balcon » en valencien).

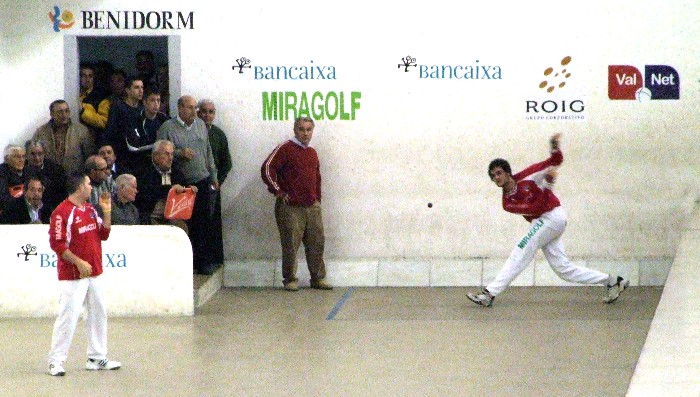
Partie d’Escala i corda. Genovés II joue sur le dau.

Quand une partie d’Escala i corda commence, une corde ("corda" en valencien) est tendue en guise de filet pour délimiter le milieu du terrain. Elle marque l’endroit où un joueur spécial, le "feridor" fait rebondir la pelote avant de l'envoyer sur le dau pour commencer le quinze'.

## Les spectateurs
Les spectateurs peuvent s’installer à différents endroits du court.  Le plus simple et le plus prudent est de se placer dans les galleries qui sont situées en haut des murs car les pelotes n’y sont pas envoyées (règlement de la ligue d’Escala i corda valencienne).
Toutefois, de nombreuses personnes préfèrent se placer sur les gradins. En Escala i corda, on ne peut se mettre que dans le milieu du "rest". Cela n’est pas trop risqué à condition de bien surveiller la balle. Un joueur peut toujours l’envoyer vers les spectateurs afin de produire un effet spécial ou un rebond imprévu. Dans le Raspall, les gradins ne peuvent pas servir de terrain de jeu, cela garantit un peu plus de sécurité aux spectateurs.

## Trinquets les plus connus
Dans la province de Valence, chaque ville et chaque village a son trinquet, certains ont plusieurs siècles. Celui de Valence est le plus ancien, il date du XVe siècle. 
Deux trinquets sont particulièrement renommés :
- Le Trinquet Pelayo, à Valence, où les matches sont disputés depuis le XIXe siècle ; c’est l’endroit où tous les pelotaris rêvent de gagner. Des centaines s’y sont affrontés mais seulement cinq d’entre eux ont reçu la distinction d’avoir leur portrait exposé dans la galerie d’honneur.
- Le Trinquet “El Zurdo”, à Gandia, aussi appelé « La cathédrale du Raspall».